# Ossip Emiljewitsch Mandelstam

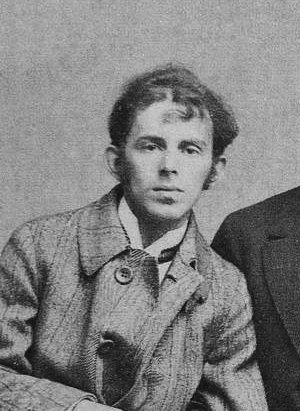
Mandelstam 1914

Ossip Emiljewitsch Mandelstam (russisch Осип Эмильевич Мандельштам, wiss. Transliteration Osip Ėmil'evič Mandel'štam; * 3.jul. / 15. Januar 1891greg. in Warschau, Russisches Kaiserreich; † 27. Dezember 1938 bei Wladiwostok in einem sowjetischen Lager) war ein russischer Dichter. Er war einer der entschiedensten Vertreter des Akmeismus.

## Leben
Ossip Mandelstam wurde 1891 als Sohn eines jüdischen Lederhändlers in Warschau geboren. In seiner Kindheit zog seine Familie nach Pawlowsk und später nach Sankt Petersburg, wo Mandelstam am renommierten Tenischew-Gymnasium eine breite geisteswissenschaftliche Ausbildung erhielt. Mit 16 Jahren lernte Mandelstam auf einer Parisreise, wo er Lesungen an der Sorbonne hörte, Nikolai Gumiljow kennen. Im selben Jahr wurde er auch Gasthörer an der Universität Heidelberg, hörte bei sporadischen Heimreisen auch in Petersburg Vorlesungen in Literatur und Poesie.
Beeinflusst von der Idee des Symbolismus, veröffentlichte Mandelstam 1910 seine ersten Gedichte in der Zeitschrift Apollon (Аполлон) und begann 1911 an der Petersburger Universität sein literaturwissenschaftliches Studium. Er wurde Mitglied der Literatengruppe der Akmeisten um Nikolai Gumiljow und veröffentlichte neben Gedichten auch Essays zu literarischen Themen.

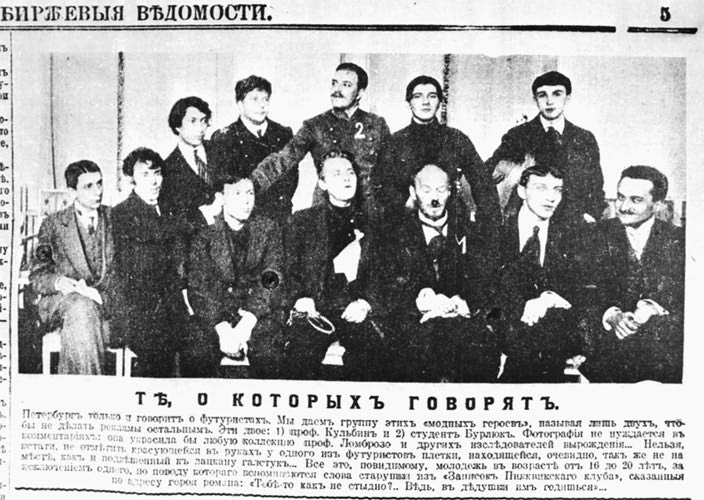
Börsennachrichten: Die, über die gesprochen wird. Mandelstam – zweiter von links (vor 1917)

Sein 1913 erschienener erster Gedichtband Der Stein (Камень) machte Mandelstam in der literarischen Welt bekannt. Schon der Titel des Gedichtbandes wies programmatisch auf Mandelstams Verständnis von Dichtung hin: Die enge Verbindung von Materie und Sinn. Das russische Wort für „Stein“ (kamen) steht für die Materie, bildet jedoch gleichzeitig ein Beinahe-Anagramm auf das griechische akme, den Grundbegriff des Akmeismus. In diesen vorrevolutionären Jahren lernte Mandelstam auch Marina Zwetajewa und Maximilian Woloschin kennen.
Die Zeit nach der Oktoberrevolution war für Mandelstam eine ruhelose Zeit. Rastlos und im „inneren Exil“, lebte er mit seiner Frau Nadeschda, die er seit 1919 kannte und 1922 heiratete, abwechselnd in Moskau, Petersburg und Tiflis, stets in Armut. 1920 wurde er im Zuge des Russischen Bürgerkriegs von antibolschewistischen Kräften auf der Krim als vermeintlicher Spion kurzfristig in Haft gehalten. Im Jahr darauf erschien in der Moskauer Zeitschrift Ogonjok (1923 Nr. 39.) sein Interview mit dem damals in Moskau lebenden Nguyễn Sinh Cung, der später als Hồ Chí Minh weltbekannt wurde.
Gedichtsammlungen wie Tristia (1922), Das zweite Buch (Вторая книга, 1923), Gedichte (Стихотворения, 1928) zeigen seine dichterische Vielseitigkeit. Essaysammlungen wie Über Poesie (1928) zeigen sein Talent als hervorragender Literaturtheoretiker und -kritiker. Sein Prosastück Das Rauschen der Zeit (Шум времени, 1925) spiegelt sein Gefühl der Fremdheit im sowjetischen System. Dennoch durften – im Gegensatz zur Achmatowa und anderen Dichtern – in den 20er Jahren seine Bücher noch erscheinen, angeblich aufgrund der Fürsprache Nikolai Bucharins, des Vorsitzenden der Komintern und Chefredakteurs der Iswestija.
In den 1930er Jahren begann die Zeit der Säuberungen unter Stalin und der offenen Repressionen gegen den Dichter. Einzig seine Übersetzungen französischer, deutscher und englischer Prosa hielten ihn materiell und geistig am Leben. Dank Bucharins Protektion durfte er 1930 nach Armenien reisen, von wo er eine Fülle von Inspiration und Ideen mitbrachte, woraus im Herbst 1933 Die Reise nach Armenien entstand, das 1934 in der Zeitschrift Swesda erschien. Diese Texte und ein Gedicht mit dem Anfang Wir Lebenden spüren den Boden nicht mehr (Мы живем, под собою не чуя страны…) von Herbst 1934, das sich überdeutlich auf Stalin und seinen Terror bezieht, führten im Mai darauf zu Mandelstams erster Verhaftung. In dem Gedicht heißt es:

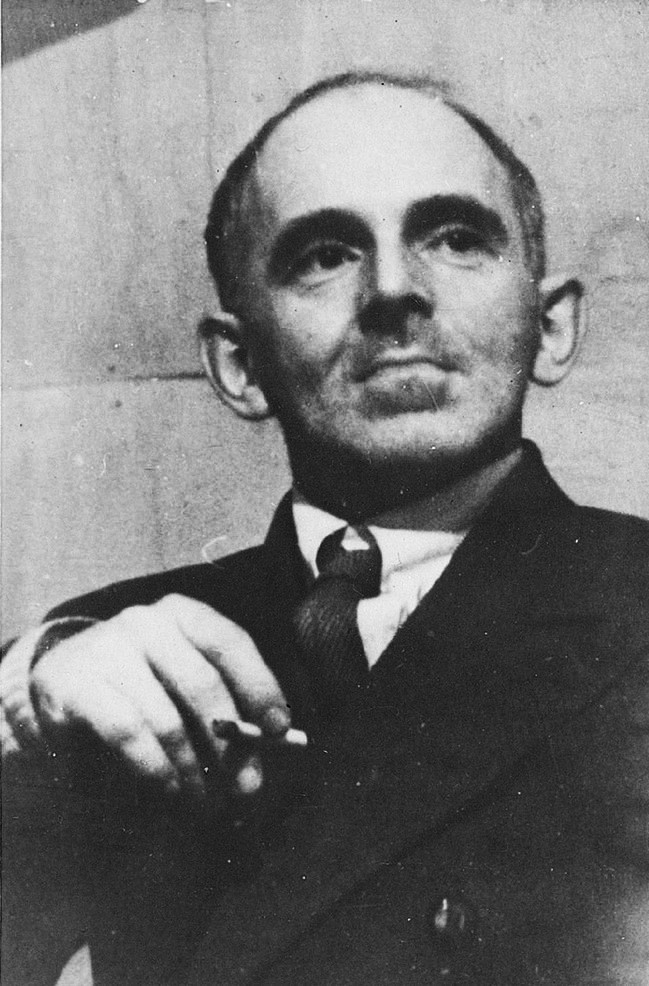
Mandelstam, 1. Hälfte der 1930er-Jahre

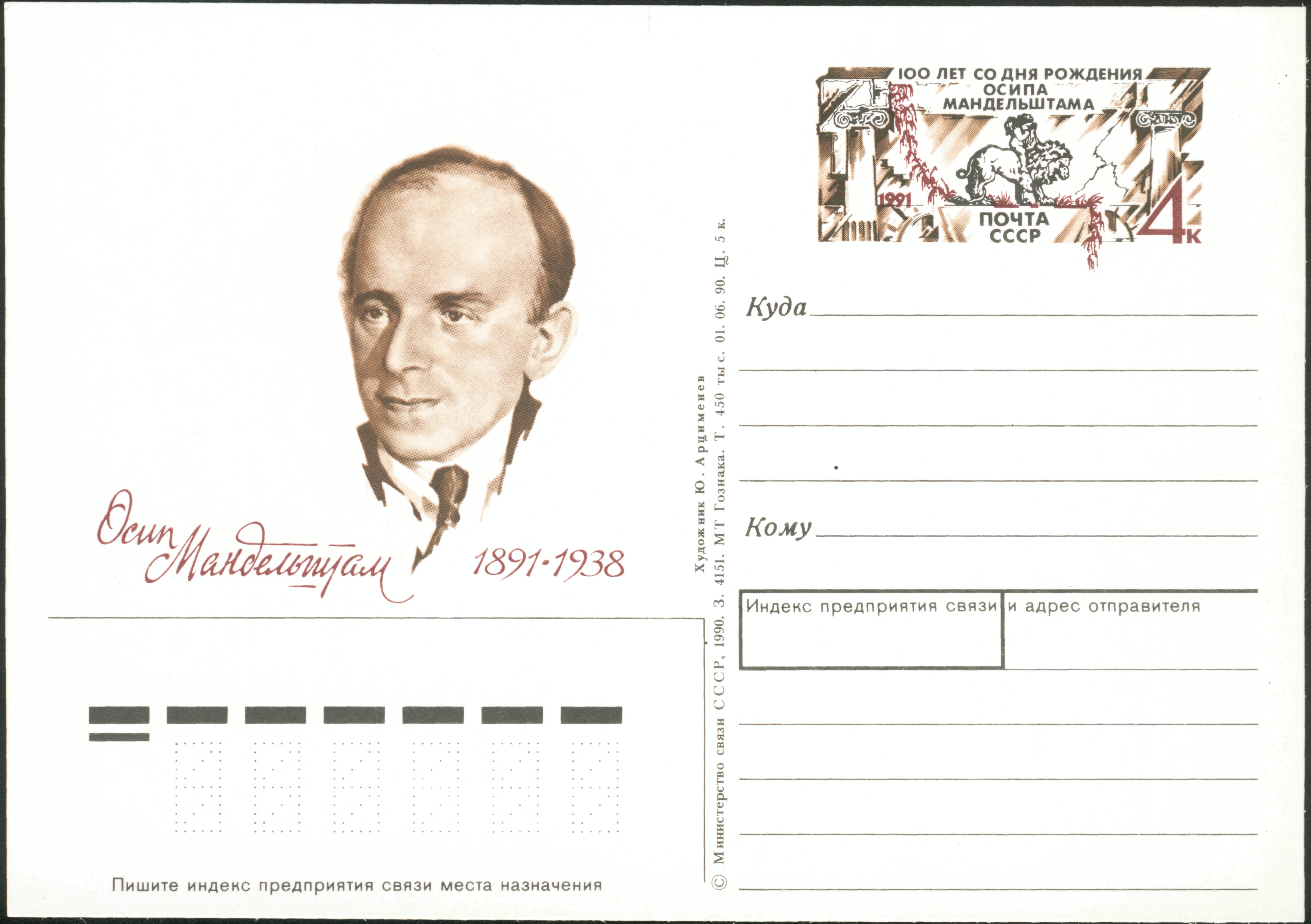
Aus Anlass von Mandelstams 100. Geburtstag herausgegebener sowjetischer Briefumschlag (1991)

Wir Lebenden spüren den Boden nicht mehr,

Wir reden, dass uns auf zehn Schritt keiner hört,
Doch wo wir noch Sprechen vernehmen, –

Betrifft's den Gebirgler im Kreml.
Seine Finger sind dick und, wie Würmer, so fett,

Und Zentnergewichte wiegts Wort, das er fällt,
Sein Schnauzbart lacht Fühler von Schaben,

Der Stiefelschaft glänzt so erhaben.
Schmalnackige Führerbrut geht bei ihm um,

Mit dienstbaren Halbmenschen spielt er herum,
Die pfeifen, miaun oder jammern.

Er allein schlägt den Takt mit dem Hammer.
Befehle zertrampeln mit Hufeisenschlag:

In den Leib, in die Stirn, in die Augen, – ins Grab.
Wie Himbeeren schmeckt ihm das Töten –

Und breit schwillt die Brust des Osseten.
Einem harten Urteil entging Mandelstam nach einem Selbstmordversuch; er wurde zunächst nur nach Tscherdyn, später Woronesch verbannt, wo er drei Jahre verbrachte. Um diese erste Verhaftung ranken sich Legenden, dass Stalin persönlich bei Mandelstams Freund und Kollegen Pasternak angerufen habe, um über Mandelstams Schicksal zu sprechen. In Woronesch arbeitete Mandelstam für Zeitungen und Zeitschriften. Seine letzten Gedichte Die Woronescher Hefte entstanden hier. Sein Übersetzer Ralph Dutli schreibt 1996 (S. 382): „Die Woronescher Hefte stellen den Schlußstein (...) seines Werkes dar. (...) Die Woronescher Hefte sind Summe und Vermächtnis. Versammlung des eigenen Schaffens wie der es nährenden europäischen Kultur“. Am 2. Mai 1938 erneut verhaftet, wurde er zu fünf Jahren Lager wegen konterrevolutionärer Aktivitäten verurteilt und in ein Arbeitslager in der Nähe von Wladiwostok gebracht. Am 27. Dezember 1938 starb er (laut Ralph Dutli; Zürich 1996) halb verhungert, herzkrank und von Halluzinationen gequält in der Krankenbaracke eines Übergangslagers (Wtoraja Retschka) und wurde in einem Massengrab beerdigt.
Mandelstam war verheiratet mit der späteren Autorin Nadeschda Jakowlewna Mandelstam. Nadeschda Mandelstam und Freunde des Dichters bewahrten viele der Gedichte (teils durch Auswendiglernen der nicht niedergeschriebenen Texte) und ermöglichten ihre Veröffentlichung in den 60er Jahren.

## Werke
- Gedichte. Ü: Paul Celan. S. Fischer, Frankfurt am Main 1959
- Die ägyptische Briefmarke. Ü: Gisela Drohla. Suhrkamp, Frankfurt/M. 1965
- Hufeisenfinder. Hg. Fritz Mierau. Philipp Reclam, Leipzig 1975
- Die Reise nach Armenien. Ü: Ralph Dutli. Suhrkamp, Frankfurt/M. 1983
- Schwarzerde. Gedichte aus den Woronescher Heften. Ü: R. Dutli. Suhrkamp, Frankfurt/M. 1984
- Gespräch über Dante. Ü: Norbert Randow. Gustav Kiepenheuer, Leipzig/Weimar 1984
- Gespräch über Dante. Ü: W. Beilenhoff, G. Leupold. Henssel, Berlin 1984
- Briefe aus Woronesch. Ü: Peter Urban. Friedenauer Presse, Berlin 1985
- Tristia. Gedichte. Hg. F. Mierau. Volk und Welt, Berlin 1985
- Das Rauschen der Zeit. Autobiographische Prosa der 20er Jahre. Hg./Ü: R. Dutli. Ammann, Zürich 1985
- Mitternacht in Moskau. Die Moskauer Hefte: Gedichte 1930–1934. Hg./Ü: R. Dutli. Ammann, Zürich 1986
- Der Stein. Frühe Gedichte 1908–1915. Hg./Ü: R. Dutli. Ammann, Zürich 1988
- Im Luftgrab. Ein Lesebuch, mit Beiträgen von Paul Celan, Pier Paolo Pasolini, Philippe Jaccottet, Joseph Brodsky. Hg. R. Dutli. Ammann, Zürich 1988
- Über den Gesprächspartner. Essays I: 1913–1924. Hg./Ü: R. Dutli. Ammann, Zürich 1991
- Gespräch über Dante. Essays II: 1925–1935. Hg./Ü: R. Dutli. Ammann, Zürich 1991
- Tristia. Gedichte 1916–1925. Hg./Ü: R. Dutli. Ammann, Zürich 1993
- Armenien, Armenien! Prosa, Notizbuch, Gedichte 1930–1933. Hg./Ü: R. Dutli. Ammann, Zürich 1994
- Die Woronescher Hefte. Letzte Gedichte 1935–1937. Hg./Ü: R. Dutli. Ammann, Zürich 1996
- Du bist mein Moskau und mein Rom und mein kleiner David. Gesammelte Briefe 1907–1938. Hg./Ü: R. Dutli. Ammann, Zürich 1999
- Die beiden Trams. Kinder- und Scherzgedichte, Epigramme auf Zeitgenossen 1911–1937. Hg./Ü: R. Dutli. Ammann, Zürich 2000
- Das Gesamtwerk in 10 Bänden. Hg./Ü: R. Dutli. Ammann, Zürich 2001

## Hörbuch
- Christian Brückner liest Ossip Mandelstam. Gedichte: eine Auswahl. Parlando, Berlin 2001.
- Paul Celan liest Gedichte von Sergej Jessenin und Ossip Mandelstam. Der Hörverlag, München 2002.